# Илок
Илок (хорв. Ilok) — город в Хорватии, в жупании Вуковар-Срем, самый восточный город страны, и центр одноименной общины. Население — 5072 человек (2011).

## Общие сведения
Илок находится в историческом регионе Срем, на правом берегу Дуная, по которому здесь проходит граница с Сербией. Сербская граница также проходит с востока и юга в непосредственной близости от города. На другом берегу Дуная напротив Илока расположен город Бачка-Паланка. В 33 километрах к северо-западу расположен город Вуковар. Автомобильные дороги ведут из города в четырёх направлениях, на Вуковар и к сербским городам Нови-Сад, Петровардин и Шид. Железнодорожное сообщение с Илоком отсутствует.
Илок — центр сельскохозяйственного, в первую очередь винодельческого региона. В городе существует порт на Дунае.

## Население
Илок является центром словацкой диаспоры в Хорватии. По данным переписи населения 2011 года население Илока составляло 5072 человека. Население одноименной общины составило 6767 человек и распределялось по этнической принадлежности следующим образом: 76,94 % — хорваты, 12,5 % — словаки, 6,78 % — сербы, 1,17 % — венгры, 0,26% — русины.
| Население по годам | 2001 | 2011 | 2021 |
| ------------------ | ---- | ---- | ---- |
| Илок (община)      | 8351 | 6767 | 5045 |
| Илок (город)       | 5897 | 5072 | —    |

## История
Район вокруг современного Илока населён с периода неолита. В I или II веке нашей эры здесь было основано поселение римлян, получившее имя «Cucium», которое выполняло функцию укреплённого сторожевого пункта на Дунае. После крушения аварского каганата эти земли были заселены славянами. Впоследствии западный Срем принадлежал Болгарии, хорватскому королевству, после падения последнего — Венгрии. В XII и XIII веке Илок упоминался в документах под различными именами — Вилак, Вилок, Виок и т. д. В конце XIII столетия венгерские короли передали город Илок и крепость могущественной феодальной семье Чаков. В конце XIII—XIV веков Илок был столицей полунезависимого княжества Верхний Срем, которым правил Угрин Чак.

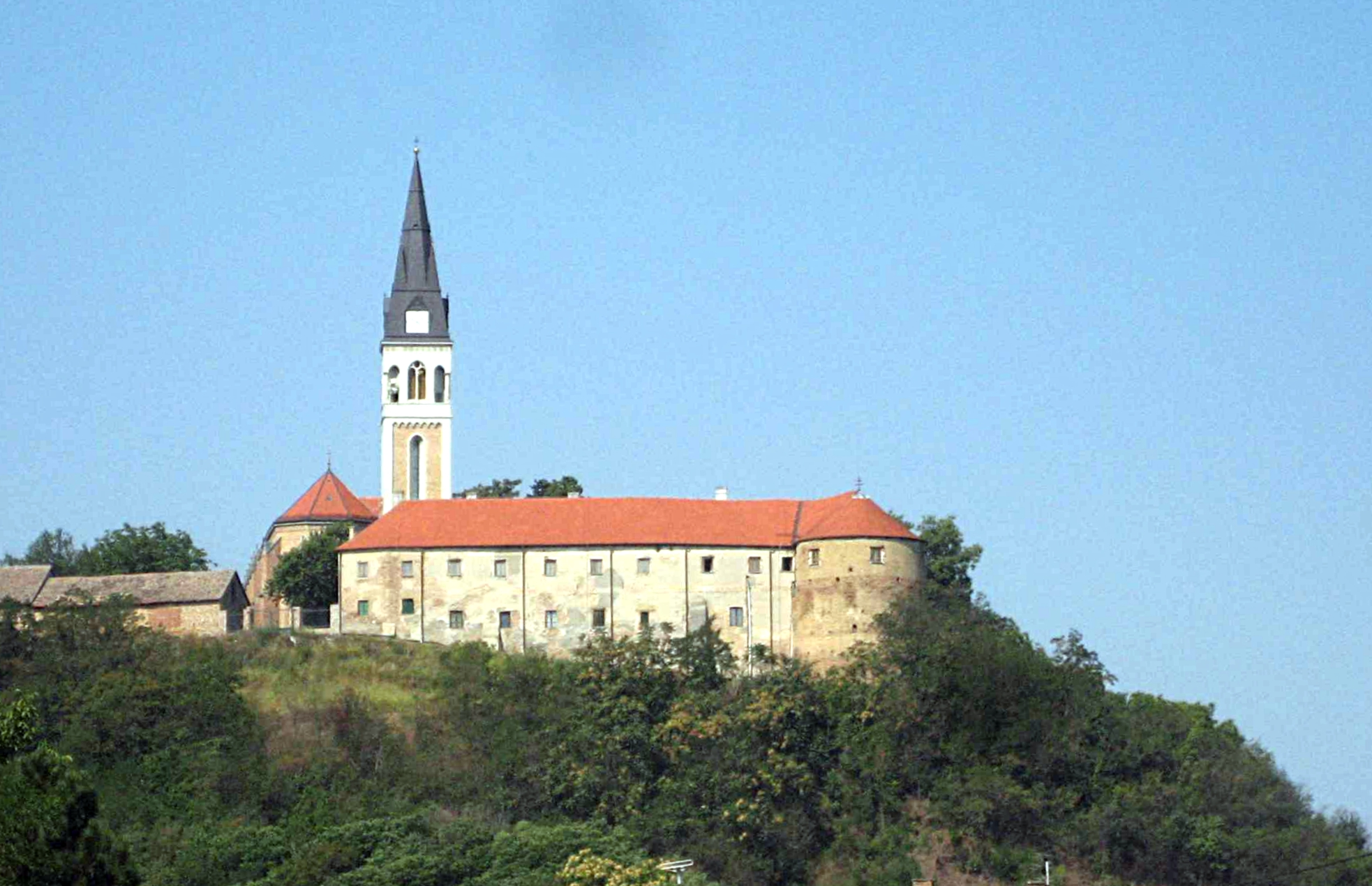
Илокская крепость

После 1354 года Илок перешёл под власть Миклоша и Пала Гарая, затем им стал править Миклош Конт, и, наконец, править им стало семейство Ульяки (в славянской транскрипции Илочки). Миклош Ульяки был баном Славонии с 1457 по 1463 год, а его сын Лоринц — князем Срема с 1477 по 1524 год.
С 1526 года Илок под властью Османской империи. За полтора века турецкого владычества город сильно вырос, главным образом за счёт роста мусульманского населения. В 1572 году в Илоке было 386 мусульманских и 18 христианских домов, в 1669 году 1160 домов, почти все мусульманские. Кроме того, в Илоке было выстроено две мечети.
В 1697 году габсбургская армия взяла Илок штурмом, мусульманское население покинуло город. Под австрийской властью Илок входил в состав Королевства Славония, габсбургской провинции. С 1849 по 1868 год Славония была отдельной провинцией, с 1868 года объединена с Хорватией. В 1918 году Илок вошёл в состав Королевства сербов, хорватов и словенцев, позднее Королевства Югославия. В 1939 году Илок был частью новообразованной Хорватской бановины в составе Югославии, с 1941 по 1944 год частью усташеского Независимого государства Хорватии, после войны был в составе СФРЮ.
17 октября 1991 года с началом гражданской войны, город был занят частями Югославской Народной Армии и сербскими паравоенными формированиями. Илок, в отличие от многих городов Хорватской Славонии, избежал разрушений, поскольку сербы почти не встретили в городе сопротивления. С 1991 по 1995 год входил в состав самопровозглашённой Сербской Краины, почти всё хорватское население (около 5000 человек) бежало из города. В 1998 году Илок был в результате мирных договорённостей реинтегрирован в состав независимой Хорватии.

## Климат
Средняя годовая температура — 11,2 °C, средняя максимальная — 25,2 °C, средняя минимальная — −5,11 °C. Годовые осадки составляют 630мм.

## Достопримечательности
- Крепость Илока

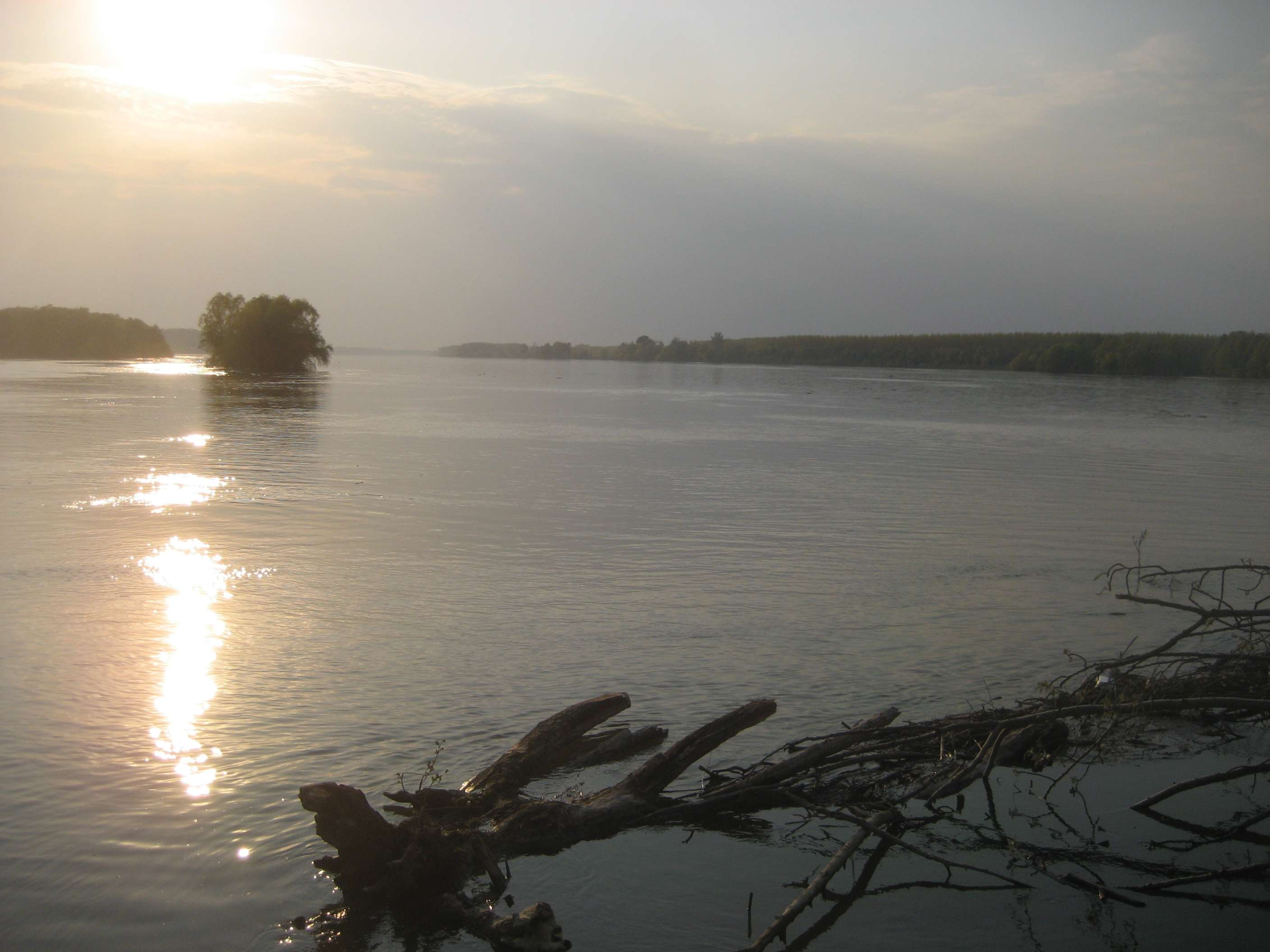
Дунай в Илоке

- Францисканский монастырь, основанный в 1346 году
- Остатки средневековых городских стен
- Руины турецкого мавзолея